# Carrer de la Magdalena
El Carrer de la Magdalena és una obra de Lleida (Segrià) inclosa a l'Inventari del Patrimoni Arquitectònic de Catalunya.

## Descripció
Es tracta d'un carrer antic de la ciutat que comença a l'encreuament amb els carrers Carme i Porta ferrissa i acaba a la plaça de mossèn Cinto. Els carrers que baixen del canyaret pel turó de la Seu Vella hi desemboquen. Està vorejada per cases velles de planta baixa i tres o quatre pisos que segueixen l'alineació del carrer.
A principis del segle XXI es va pavimentar amb llosa verda.

## Història
Al llarg del temps ha rebut diferents noms. Un d'ells és el del carrer Major de Magdalena, que fou emprat fins al segle xviii. La forma més antiga i popular amb què es conegué, fins al 1500, fou amb la de carrer de la Bruneteria, ja que va ser un centre industrial de teixits de considerable prestigi durant molts segles. El 1716 era conegut per carrer de Dalt i el del Carme pel carrer de Baix.
Dins algunes cases hi queden vestigis d'arquitectura gòtica dels antics obradors de la Bruneteria.